# Miguel Sebastián Gascón
Miguel Sebastián Gascón (Madrid, 1957) és un economista, polític i professor universitari espanyol. Ocupà el càrrec de Ministre d'Indústria, Turisme i Comerç durant el segon govern de José Luis Rodríguez Zapatero.

## Biografia

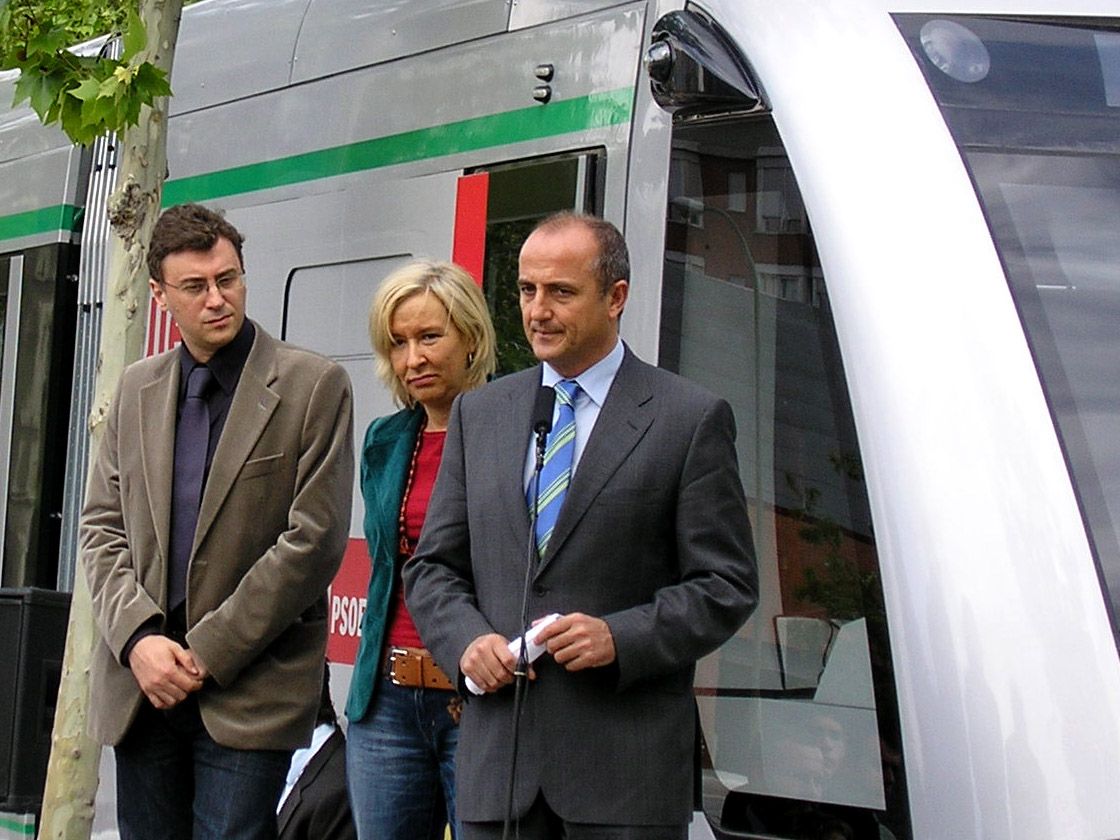
Miguel Sebastián a un acte polític el 2007

Va néixer el 13 de maig de 1957 a la ciutat de Madrid. Va estudiar Ciències Econòmiques i Empresarials a la Universitat Complutense de Madrid, en la qual es llicencià. Posteriorment va realitzar el doctorat a la Universitat de Minnesota, així com novament a la Complutense de Madrid.
Ha estat director adjunt de la revista "Moneda y Crédito" i membre del comitè científic de la Fundación de Estudios de Economía Aplicada (FEDEA). És Professor Titular de Fonaments de l'Anàlisi Econòmica de la Facultat de Ciències Econòmiques de la Universitat Complutense de Madrid, actualment en excedència.

## Recerca econòmica
Va iniciar el seu treball econòmic de mans de Carlos Solchaga al Ministeri d'Hisenda i en el Servei d'EStudis del Banc d'Espanya. A finals de 1999 va exercir de director del Servei d'Estudis del BBVA, al capdavant del qual va realitzar informes crítics amb alguns aspectes de la política econòmica del govern del PP i del seu ministre d'Economia, Rodrigo Rato. Sebastián va ser destituït l'any 2003 d'aquest càrrec pel president de l'entitat.
El gener de 2003 es va incorporar a l'equip d'assessors econòmics del secretari general del PSOE, José Luis Rodríguez Zapatero. Amb la victòria de Zapatero en les eleccions generals de 2004 fou nomenat Director de l'Oficina Econòmica del President.
El 25 d'octubre de 2006 fou escollit per Zapatero com a candidat del Partit Socialista Obrer Espanyol (PSOE) en les eleccions municipals de 2007 per la ciutat de Madrid, encapçalant aquesta llista. Després de no aconseguir millorar els resultats electorals del seu partit en les eleccions anuncià la seva renúncia a l'acta de regidor, retornant a la seva activitat a la Universitat Complutense.
El 14 d'abril de 2008, després de la victòria de José Luis Rodríguez Zapatero en les eleccions generals, fou nomenat Ministre d'Indústria, Turisme i Comerç de la IX Legislatura.